# Социалистический интернационал молодёжи
Социалистический интернационал молодёжи (Socialist Youth International) — международное объединение молодёжных отделений социал-демократических партий входивших в Социалистический рабочий интернационал (Рабочая лига молодёжи Великобритании, Социалистическая рабочая молодёжь Германии, Молодые социалисты Франции) существовавший в 1923-1946 гг.

## История
Возникла в 1923 году на конференции в Гамбурге путём объединения Международного сообщества социалистических молодёжных организаций и Молодёжного рабочего интернационала. Из-за фашистского переворота в Германии в 1933 году штаб-квартира интернационала была перенесена из Берлина в Прагу. Так как во время Второй мировой войны СИМ практически прекратил существование, 30 июня 1946 года, в Париже вместо него социал-демократические молодёжные организации создали Международный союз молодых социалистов.